# He Was No Lady
He Was No Lady è un cortometraggio muto del 1919 sceneggiato e diretto da Harry Wulze.

## Produzione
Il film fu prodotto dalla Nestor Film Company.

## Distribuzione
Distribuito dall'Universal Film Manufacturing Company, il film - un cortometraggio di una bobina - uscì nelle sale cinematografiche statunitensi il 27 gennaio 1919.